# Subaru 1500
Subaru 1500 – pierwszy samochód japońskiej firmy Subaru należącej do Fuji Heavy Industries, rozwijany był pod kryptonimem P1. W prototypie zastosowano samonośne nadwozie, z niezależnym wahaczowym przednim zawieszeniem, zawieszenie tylne z resorami piórowymi z trzema piórami oraz tylny most napędowy. 
Półtoralitrowy czterocylindrowy silnik OHV o nazwie "FG4A" pochodził od Peugeota, stosowany był w modelu 202.
Powstało zaledwie 20 egzemplarzy "P-1", 11 z nich używało silnika "FG4A". W celach testowych sześć egzemplarzy zostało dostarczonych do korporacji taksówkarskiej Isesaki Ota Honjo, samochód pomyślnie przeszedł próbę.